# Heraia (wedstrijdenreeks)

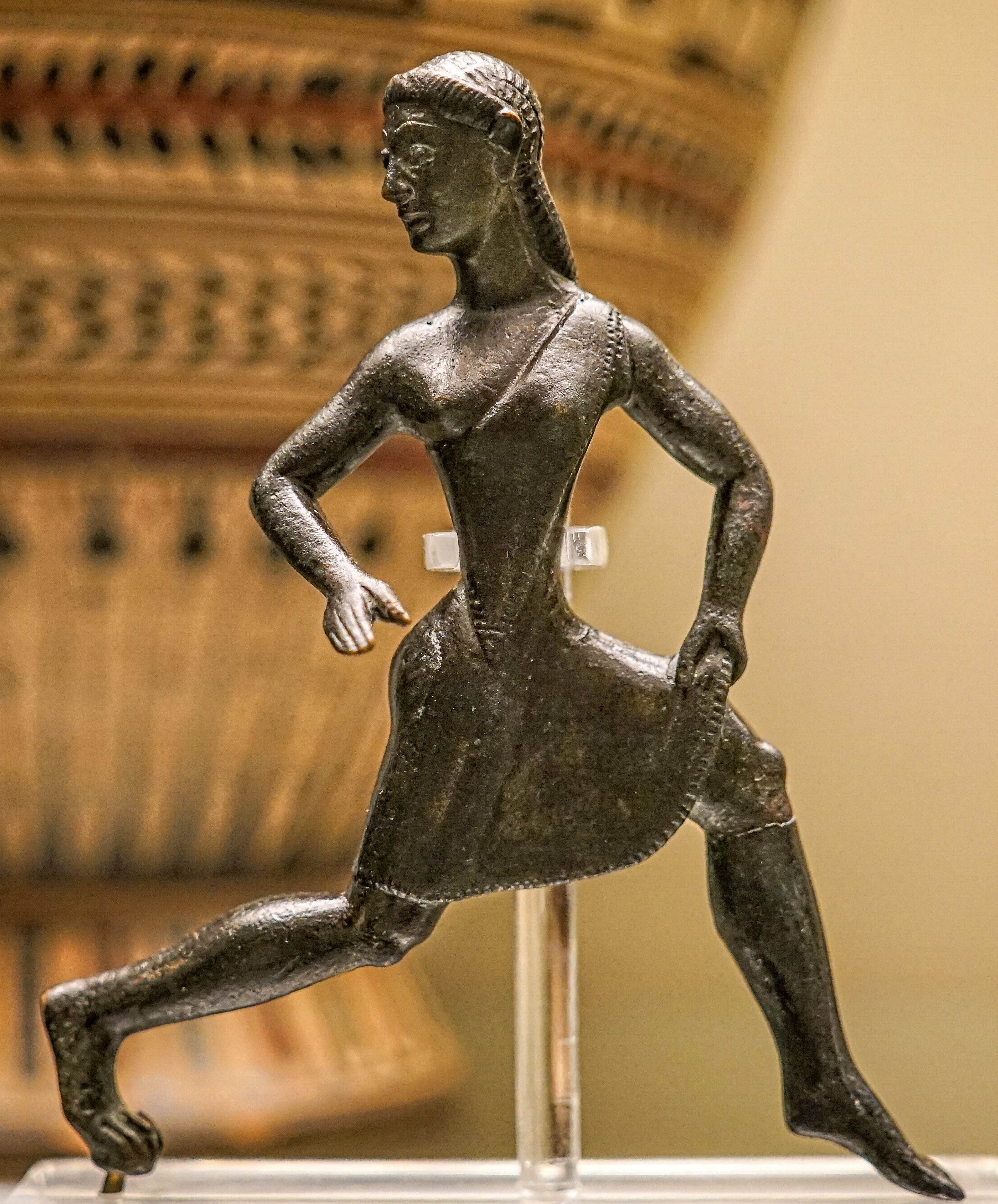
Bronzen loopster, ca. 525-500 v.Chr. (British Museum, Londen). Vervaardigd in Lakedaimonia en gevonden in Servië. De kledij stemt overeen met deze van deelneemsters aan de Heraia zoals beschreven in antieke bronnen.

De oude Heraia (Oudgrieks Ἡραῖα), of Heraeaanse Spelen, gewijd aan de godin Hera, waren voor zover bekend de eerste toegestane (en in de geschiedschrijving opgenomen) atletische wedstrijden voor vrouwen.

## Ontstaan en geschiedenis
De Heraia werden gehouden in het stadion van Olympia, al dan niet in het Olympische jaar en voorafgaand aan de Olympische Spelen van de mannen. Andere bronnen spreken over een ontstaan in de streek van Argos. De oudste bronnen dateren van de 6e eeuw voor Christus.

## Waaruit bestonden de Heraia
De Heraia bestonden oorspronkelijk alleen uit loopwedstrijden over een afstand die 5/6 bedroeg van de lengte die de mannen aflegden. De winnaressen ontvingen een olijfkrans, vlees van de runderen die aan Hera geofferd waren en standbeelden waaronder hun namen gebeiteld werden. Ook geschilderde portretten in de tempel van Hera behoorden tot de mogelijke prijzen. De vrouwen streden in drie leeftijdscategorieën.
De vrouwen legden de competities gekleed in chitons af, in tegenstelling tot de mannen die naakt meestreden. Chitons waren echter kledingstukken die gedragen werden door mannen die zwaar lichamelijk werk moesten uitvoeren. Voor vrouwen was het verboden deel te nemen aan de klassieke Olympische Spelen of ze zelfs maar te bekijken. Werd een vrouw betrapt dan kreeg zij de doodstraf door van de kliffen van de berg Typaion geworpen te worden.

## Gelijkheid voor de vrouw?
Meisjes werden niet aangemoedigd om atleten te worden. Enkel in Sparta werden vrouwen in atletiek op dezelfde manier opgeleid als jongens, want Spartanen geloofden dat sterke vrouwen sterke krijgers konden produceren. Deze vrouwelijke atleten waren ongehuwd en streden naakt of droegen korte jurkjes. Jongens mochten hun wedstrijden bekijken, in de hoop huwelijken en nakomelingen te creëren.